# Melitaea baikalensis
Melitaea baikalensis är en fjärilsart som beskrevs av Bremer 1861. Melitaea baikalensis ingår i släktet Melitaea och familjen praktfjärilar. Inga underarter finns listade i Catalogue of Life.